# Mistrzostwa Świata Juniorów w Saneczkarstwie 2024
39. Mistrzostwa świata juniorów w saneczkarstwie odbyły się w dniach 16–17 lutego 2024 r. w norweskim Lillehammer. Zawodnicy rywalizowali w pięciu konkurencjach: jedynkach kobiet, jedynkach mężczyzn, dwójkach kobiet, dwójkach mężczyzn oraz w rywalizacji drużynowej.
Klasyfikację medalową wygrała reprezentacja Niemiec, która zdobyła cztery tytuły mistrzowskie i jednocześnie najwięcej medali.

## Terminarz
| Data           | Miejscowość | Konkurencja       | Złoto                                                                  | Srebro                                                                              | Brąz                                                                         |
| -------------- | ----------- | ----------------- | ---------------------------------------------------------------------- | ----------------------------------------------------------------------------------- | ---------------------------------------------------------------------------- |
| 16 lutego 2024 | Lillehammer | Jedynki kobiet    | Antonia Pietschmann                                                    | Embyr-Lee Susko                                                                     | Anka Jänicke                                                                 |
| 16 lutego 2024 | Lillehammer | Dwójki kobiet     | Niemcy Elisa-Marie Storch · Pauline Patz                               | Łotwa Viktorija Ziediņa · Selīna Zvilna                                             | Austria Marie Riedl · Nina Lerch                                             |
| 16 lutego 2024 | Lillehammer | Dwójki mężczyzn   | Stany Zjednoczone Marcus Mueller · Ansel Haugsjaa                      | Włochy Philipp Brunner · Manuel Weissensteiner                                      | Łotwa Raimonds Baltgalvis · Vitālijs Jegorovs                                |
| 17 lutego 2024 | Lillehammer | Jedynki mężczyzn  | Marco Leger                                                            | Matthew Greiner                                                                     | Kaspars Rinks                                                                |
| 17 lutego 2024 | Lillehammer | Sztafeta mieszana | Niemcy Antonia Pietschmann · Marco Leger · Pascal Kunze · Max Trippner | Stany Zjednoczone Emma Erickson · Matthew Greiner · Marcus Mueller · Ansel Haugsjaa | Austria Barbara Allmaier · Noah Kallan · Johannes Scharnagl · Moritz Schiegl |

## Wyniki

### Jedynki kobiet
- Data / Początek: Piątek, 16 lutego 2024 r.

| Medal | Zawodniczka         | Narodowość | 1. zjazd | 2. zjazd | Czas     | Strata  |
| ----- | ------------------- | ---------- | -------- | -------- | -------- | ------- |
|       | Antonia Pietschmann | Niemcy     | 47.325   | 47.353   | 1:34.678 | —       |
|       | Embyr-Lee Susko     | Kanada     | 47.526   | 47.381   | 1:34.907 | +0.229  |
|       | Anka Jänicke        | Niemcy     | 47.327   | 47.836   | 1:35.163 | +0.485  |
| 4.    | Alina Bräutigam     | Niemcy     | 47.599   | 47.587   | 1:35.186 | +0.508  |
| 5.    | Laura Koch          | Niemcy     | 47.676   | 47.560   | 1:35.236 | +0.558  |
| 6.    | Barbara Allmaier    | Austria    | 47.654   | 47.587   | 1:35.241 | +0.563  |
| 7.    | Caitlin Nash        | Kanada     | 47.633   | 47.695   | 1:35.328 | +0.650  |
| 8.    | Zane Kaluma         | Łotwa      | 47.671   | 47.659   | 1:35.330 | +0.652  |
| 9.    | Dorothea Schwarz    | Austria    | 47.663   | 47.735   | 1:35.398 | +0.720  |
| 10.   | Kailey Allan        | Kanada     | 47.775   | 47.656   | 1:35.431 | +0.753  |
| ...   | ...                 | ...        | ...      | ...      | ...      | ...     |
| 25.   | Oliwia Baś          | Polska     | 51.814   | 55.423   | 1:47.237 | +12.559 |
| 26.   | Marlena Kądziołka   | Polska     | 52.275   | NQ       | 52.275   | —       |

### Jedynki mężczyzn
- Data / Początek: Sobota, 17 lutego 2024 r.

| Medal | Zawodnik             | Narodowość        | 1. zjazd | 2. zjazd | Czas     | Strata |
| ----- | -------------------- | ----------------- | -------- | -------- | -------- | ------ |
|       | Marco Leger          | Niemcy            | 50.283   | 50.657   | 1:40.940 | —      |
|       | Matthew Greiner      | Stany Zjednoczone | 50.344   | 50.624   | 1:40.968 | +0.028 |
|       | Kaspars Rinks        | Łotwa             | 50.374   | 50.726   | 1:41.100 | +0.160 |
| 4.    | Noah Kallan          | Austria           | 50.465   | 50.852   | 1:41.317 | +0.377 |
| 5.    | Fabio Zauser         | Austria           | 50.513   | 51.192   | 1:41.705 | +0.765 |
| 6.    | Lukas Peccei         | Włochy            | 50.861   | 50.904   | 1:41.765 | +0.825 |
| 7.    | Hans Fritzsch        | Niemcy            | 50.725   | 51.197   | 1:41.922 | +0.982 |
| 8.    | Aidan Mueller        | Stany Zjednoczone | 50.796   | 51.239   | 1:42.035 | +1.095 |
| 9.    | Theo Downey          | Kanada            | 50.864   | 51.203   | 1:42.067 | +1.127 |
| 10.   | Paul Socher          | Austria           | 50.890   | 51.201   | 1:42.091 | +1.151 |
| ...   | ...                  | ...               | ...      | ...      | ...      | ...    |
| 13.   | Arkadiusz Trojga     | Polska            | 51.504   | 51.463   | 1:42.967 | +2.027 |
| 28.   | Maksymilian Gutowski | Polska            | 53.413   | NQ       | 53.413   | —      |

### Dwójki kobiet
- Data / Początek: Piątek, 16 lutego 2024 r.

| Medal | Zawodniczki                       | Narodowość | 1. zjazd | 2. zjazd | Czas     | Strata |
| ----- | --------------------------------- | ---------- | -------- | -------- | -------- | ------ |
|       | Elisa-Marie Storch Pauline Patz   | Niemcy     | 52.894   | 52.693   | 1:45.587 | —      |
|       | Viktorija Ziediņa Selīna Zvilna   | Łotwa      | 53.088   | 53.434   | 1:46.522 | +0.935 |
|       | Marie Riedl Nina Lerch            | Austria    | 53.659   | 53.766   | 1:47.425 | +1.838 |
| 4.    | Lina Riedl Anna Lerch             | Austria    | 54.015   | 53.585   | 1:47.600 | +2.013 |
| 5.    | Natasza Chytrenko Wiktorija Kowal | Ukraina    | 53.950   | 53.869   | 1:47.819 | +2.232 |
| 6.    | Viktória Praxová Desana Špitzová  | Słowacja   | 54.148   | 55.619   | 1:49.767 | +4.180 |
| DNF   | Sarah Pflaume Lina Peterseim      | Niemcy     | DNF      | —        | —        | —      |

### Dwójki mężczyzn
- Data / Początek: Piątek, 16 lutego 2024 r.

| Medal | Zawodnicy                                      | Narodowość        | 1. zjazd | 2. zjazd | Czas     | Strata |
| ----- | ---------------------------------------------- | ----------------- | -------- | -------- | -------- | ------ |
|       | Marcus Mueller Ansel Haugsjaa                  | Stany Zjednoczone | 51.961   | 51.930   | 1:43.891 | —      |
|       | Philipp Brunner Manuel Weissensteiner          | Włochy            | 51.960   | 51.999   | 1:43.959 | +0.068 |
|       | Raimonds Baltgalvis Vitālijs Jegorovs          | Łotwa             | 52.033   | 52.189   | 1:44.222 | +0.331 |
| 4.    | Pascal Kunze Max Trippner                      | Niemcy            | 52.130   | 52.104   | 1:44.234 | +0.343 |
| 5.    | Silas Sartor Liron Raimer                      | Niemcy            | 52.302   | 52.221   | 1:44.523 | +0.632 |
| 6.    | Louis Grünbeck Maximilian Kührt                | Niemcy            | 52.587   | 52.171   | 1:44.758 | +0.867 |
| 7.    | Jānis Gruzdulis-Borovojs Ēdens Eduards Čepulis | Łotwa             | 52.519   | 52.316   | 1:44.835 | +0.944 |
| 8.    | Johannes Scharnagl Moritz Schiegl              | Austria           | 52.607   | 52.615   | 1:45.222 | +1.331 |
| 9.    | Christián Bosman Michal Macko                  | Słowacja          | 52.754   | 52.578   | 1:45.332 | +1.441 |
| 10.   | Wadym Mykiewycz Bohdan Babura                  | Ukraina           | 53.181   | 52.768   | 1:45.949 | +2.058 |
| ...   | ...                                            | ...               | ...      | ...      | ...      | ...    |
| 12.   | Patryk Prechitko Maksymilian Gutowski          | Polska            | 55.122   | 54.996   | 1:50.118 | +6.227 |

### Sztafeta mieszana
- Data / Początek: Sobota, 17 lutego 2024 r.

| Medal | Zawodnicy                                                                | Narodowość        | Czas     | Strata |
| ----- | ------------------------------------------------------------------------ | ----------------- | -------- | ------ |
|       | Antonia Pietschmann/Marco Leger/Pascal Kunze/Max Trippner                | Niemcy            | 2:36.782 | —      |
|       | Emma Erickson/Matthew Greiner/Marcus Mueller/Ansel Haugsjaa              | Stany Zjednoczone | 2:36.918 | +0.136 |
|       | Barbara Allmaier/Noah Kallan/Johannes Scharnagl/Moritz Schiegl           | Austria           | 2:36.959 | +0.177 |
| 4.    | Alexandra Oberstolz/Lukas Peccei/Philipp Brunner/Manuel Weissensteiner   | Włochy            | 2:37.335 | +0.553 |
| 5.    | Zane Kaluma/Kaspars Rinks/Raimonds Baltgalvis/Vitālijs Jegorovs          | Łotwa             | 2:37.883 | +1.101 |
| 6.    | Julianna Tunicka/Danyjił Marcynowski/Wadym Mykiewycz/Bohdan Babura       | Ukraina           | 2:37.906 | +1.124 |
| 7.    | Viktória Praxová/Bruno Mick/Christián Bosman/Michal Macko                | Słowacja          | 2:39.962 | +3.180 |
| 8.    | Marlena Kądziołka/Arkadiusz Trojga/Patryk Prechitko/Maksymilian Gutowski | Polska            | 2:44.525 | +7.743 |

## Klasyfikacja medalowa
| Miejsce | Państwo           |   |   |   | Razem |
| ------- | ----------------- | - | - | - | ----- |
| 1.      | Niemcy            | 4 | 0 | 1 | 5     |
| 2.      | Stany Zjednoczone | 1 | 2 | 0 | 3     |
| 3.      | Łotwa             | 0 | 1 | 2 | 3     |
| 4.      | Kanada            | 0 | 1 | 0 | 1     |
| 4.      | Włochy            | 0 | 1 | 0 | 1     |
| 6.      | Austria           | 0 | 0 | 2 | 2     |